# Osman Çakmak
Osman Çakmak (* 1977) je turecký hráč fotbalu amputovaných, bývalý fotbalista a trenér.
Hrál za Zeytinburnuspor. Během vojenské služby šlápl na nášlapnou minu a byla mu amputována noha. Začal hrát fotbal amputovaných, od roku 2010 hraje za Karagücü Amputee FC. V letech 2010–2019 byl reprezentantem Turecka. Od roku 2020 je reprezentační trenér.
Byl kapitánem reprezentace, která vyhrála Mistrovství Evropy 2017. Jako trenér vyhrál Mistrovství Evropy a v roce 2022 také Mistrovství světa.